# 贴身舞

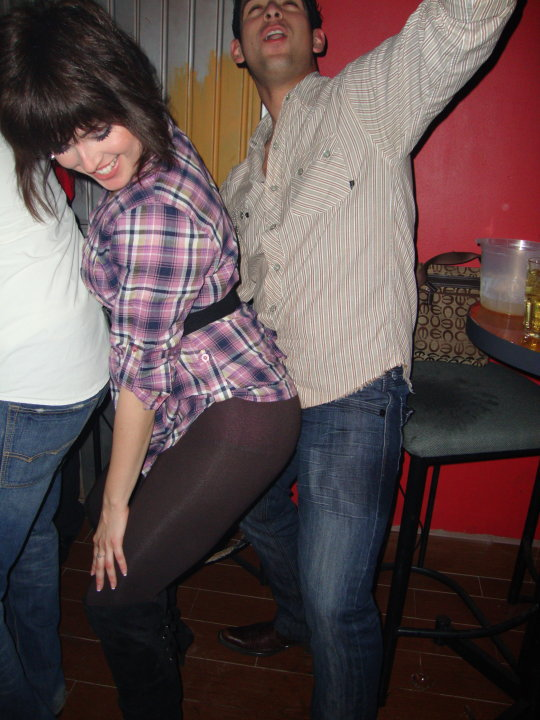
贴身舞。图中是最常见的一种舞姿。

贴身舞，是一种親密的舞伴舞，由两个或多个舞者互相摩擦或碰撞身体，最常見的是女舞者用臀部摩擦男舞者的胯部區域，男舞者通常會把他的手放在女舞者的腰部、臀部兩側或臀部頂端。
贴身舞为一种嘻哈舞，最早在夜总会风靡，后来更流行于美国和加拿大的高中與初中舞會。。由于不赞同有性暗示，有些地方以“容易受伤”为名试图禁止贴身舞。